# Only You - Den eneste ene
Only You (udgivet i Danmark med undertitlen Den eneste ene) er en amerikansk romantisk komediefilm fra 1994, instrueret og produceret af Norman Jewison. Filmen har Marisa Tomei og Robert Downey Jr. i hovedrollerne.
Filmen modtog blandede anmeldelser. På Rotten Tomatoes har den 53% baseret på 36 anmeldelser. På CinemaScore har filmen A− på en skala fra A til F.

## Medvirkende
- Marisa Tomei
- Robert Downey Jr.
- Bonnie Hunt
- Joaquim de Almeida
- Fisher Stevens
- Billy Zane